# Doc Campbell
George Herrold Campbell, detto Doc (Orangeville, 1º febbraio 1878 – Orangeville, 4 novembre 1972), è stato un giocatore di lacrosse canadese, vincitore di una medaglia d'oro nel lacrosse maschile a squadre ai Giochi della IV Olimpiade.

## Palmarès
In carriera ha conseguito i seguenti risultati:
- Giochi olimpici

Londra 1908: oro nel lacrosse maschile a squadre.